# 京都妖怪絵巻
『京都妖怪絵巻』（きょうとようかいえまき）は、京都市内の妖怪ゆかりのスポットを巡るGPSエンターテイメントです。
株式会社supernova、松竹京都撮影所、立命館大学映像学部中村研究室での産官学で開発されました。

## 解説
株式会社supernova代表殿岡康永がGPSエンターテイメントを提唱し、第一弾としてGPSゲームをプロデュースしました。ストーリー、デザインは松竹京都撮影所スタッフが作成をし、ディレクション、PRは立命館大学映像学部が協力しました。
このGPSゲームでは、携帯電話のGPS機能を使って、オリジナルストーリーに準じた京都市内の妖怪スポットを巡ります。各スポットでは、土地由来に関するクイズや謎解きが用意されており、それらを解くことでゲームを進めることができます。
ゲームをクリアすると、妖怪認定ランキングをえられオリジナルの壁紙がもらうことができる内容になっています。
このGPSゲームは、2012年、世界最大級のゲームカンファレンス「Game Developers Conference（GDC）」にアジアで唯一モバイル部門で選出されました。